# Guemará

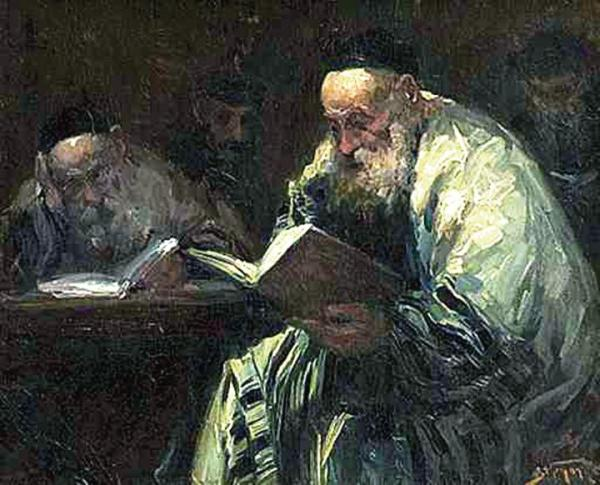
Judíos estudiando el sagrado Talmud.

La Guemará (en hebreo: גְּמַרַא‎, romanizado: gemara, también transliterada Guemarah, o en yidis Gemore) es un componente esencial del Talmud, que comprende una colección de análisis y comentarios rabínicos sobre la Mishná y que se presenta en 63 libros. La Guemará y la Mishná juntas forman el Talmud, siendo la Mishná el texto base y la Guemará el comentario y análisis que lo completa. La palabra proviene de גמר: (gamar) ‘completar’ (en hebreo) o ‘estudiar’ (en arameo). Los rabinos de la Mishná se conocen como tanaim (en singular: tanna תנא) y los rabinos de la Guemará son llamados amoraim (en singular: amora אמורא). Inicialmente, la Guemará se transmitía oralmente y no se permitía que se escribiera. Sin embargo, después de que Yehudá  Hanasí compilara la Mishná hacia el año 200 d. C., rabinos de Babilonia y de la Tierra de Israel estudiaron ampliamente la obra y sus discusiones se documentaron finalmente en una serie de libros, que llegarían a conocerse como la Guemará. 
Dado que existen dos grupos de comentarios, hay, de hecho, dos versiones del Talmud: el Talmud Yerushalmi (en hebreo: תלמוד ירושלמי, Talmud de Jerusalén) y el Talmud Babli (en hebreo: תלמוד בבלי, Talmud de Babilonia) que se corresponderían con la Guemará de Eretz Israel y de Babilonia. Ambas comparten la misma Mishná. La Guemará está en su mayor parte escrita en arameo, la Guemará de Jerusalén en arameo occidental y la babilónica en oriental, pero ambos contienen fragmentos en hebreo, cambiando incluso en medio de una historia. En cambio la lengua de toda la Mishná es el hebreo. El Talmud de Babilonia, compilado por eruditos como Ravina y Rav Ashi en  Babilonia alrededor del 500 d. C., y principalmente de las academias de Sura, Pumbedita y Nehardea, es la versión citada más comúnmente al referirse a la Guemará o al Talmud y por tanto a menudo es a ésta a la que los términos se refieren cuando no llevan ninguna descripción adicional.